# 九龙乡 (景宁县)
九龙乡，是中华人民共和国浙江省丽水市景宁畲族自治县下辖的一个乡镇级行政单位。

## 行政区划
九龙乡下辖以下地区：
龙湾社区、王湾村、高沈村、半岭村、高岩村、岭里村、大顺村、金山村、田坑村、徐垟村、鲍岸村、顺利村、库坪村、后坪村和鹤口村。